# فیلیپ آیدل
فیلیپ آیدل (فرانسوی: Philippe Eidel‎؛ ‏ ۲۲ دسامبر ۱۹۵۶ – ۶ سپتامبر ۲۰۱۸) آهنگساز، موسیقی‌دان، مسئول استودیوی ضبط موسیقی و تهیه‌کننده موسیقی اهل فرانسه بود.
از میان آثار موسیقی که وی تهیه‌کنندگی آنها را بر عهده داشت، می‌توان به آلبوم مسافر گروه موسیقی جیپسی کینگز اشاره کرد.